# Klaus Schmeh

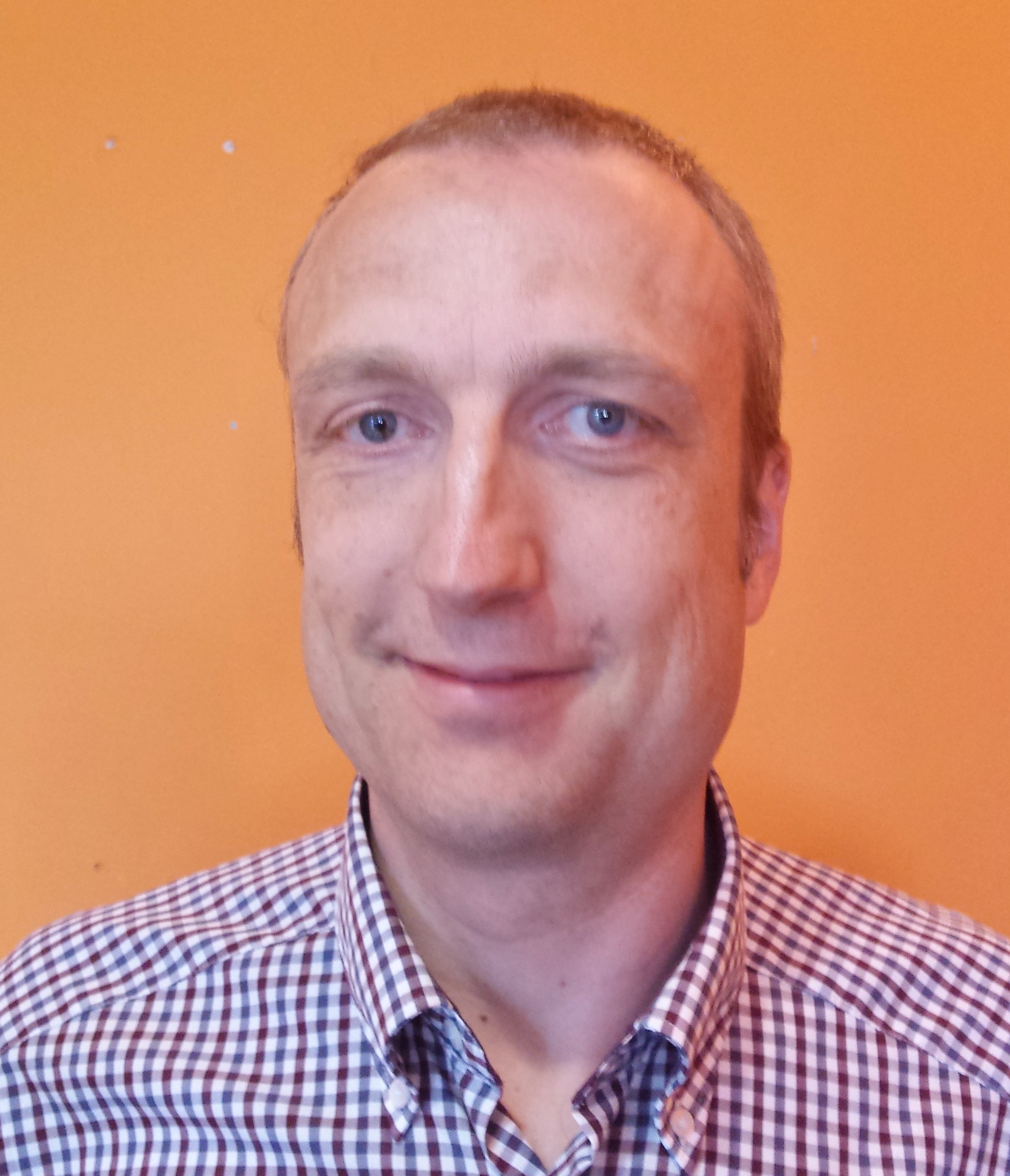
Klaus Schmeh (2015)

Klaus Schmeh (* 2. Oktober 1970 in Schwenningen) ist ein deutscher Informatiker und Sachbuchautor, der Bücher über Kryptographie, Wirtschaftsbücher und populärwissenschaftliche Bücher verfasst hat.

## Leben
Schmeh ist von Beruf Informatiker. Er hat in Karlsruhe Informatik studiert, mit Schwerpunkt Verschlüsselungstechnik. Um 1995, also in der Anfangszeit des Internet-Booms, schrieb er erste Artikel für Computer-Zeitschriften über sein Spezialgebiet Kryptographie (Datenverschlüsselung), das einen Teilbereich der IT-Sicherheit darstellt. 1998 erschien sein erstes Buch zum Thema. Seit 1997 arbeitet er in der Computerindustrie für verschiedene Verschlüsselungssoftwarefirmen.
Er ist Mitglied der Skeptikerorganisation Gesellschaft zur wissenschaftlichen Untersuchung von Parawissenschaften (GWUP) und hat Anfang 2006 ein Buch zum Thema Wahrsagerei und Astrologie veröffentlicht. 2007 erschienen ein weiteres populärwissenschaftliches Buch sowie eine Neubearbeitung seines Kryptografie-Buchs.
Seit 2013 betreibt er einen hauptsächlich deutschsprachigen Blog zum Thema Kryptologie, ursprünglich genannt Klausis Krypto Kolumne, der seit 2021 Cipherbrain heißt.

## Veröffentlichungen (Auswahl)
- mit Elonka Dunin, Magnus Ekhall, Konstantin Hamidullin, Nils Kopal, George Lasry: How we set new world records in breaking Playfair ciphertexts. Cryptologia, 2021,  doi:10.1080/01611194.2021.1905734.
- mit Elonka Dunin: Codebreaking – A Practical Guide. Robinson 2020, ISBN 978-1-4721-4421-8.
- Kryptografie. Verfahren, Protokolle, Infrastrukturen. 6. Auflage. 2016, ISBN 978-3-86490-356-4.
- Nicht zu knacken, von ungelösten Enigma-Codes zu den Briefen des Zodiac-Killers. Hanser, München 2012, ISBN 978-3-446-42923-9.
- Versteckte Botschaften; Die faszinierende Geschichte der Steganografie. Heise, Hannover 2009, ISBN 978-3-936931-54-9.
- Elektronische Ausweisdokumente, Hanser 2009.
- Warum Gähnen ansteckend ist. Alltagsrätseln auf der Spur, Gondrom, Bindlach 2008, ISBN 978-3-8112-3026-2.
- Das Trojanische Pferd. Klassische Mythen erklärt. Haufe 2007.
- Codeknacker gegen Codemacher. W3L, Bochum, 2007.
- Planeten und Propheten – Ein kritischer Blick auf Astrologie und Wahrsagerei. Alibri, 2006.
- Titel, Tore, Transaktionen – Ein Blick hinter die Kulissen des Fußball-Business. Redline Wirtschaft, 2005.
- David gegen Goliath – 33 überraschende Unternehmenserfolge. Redline Wirtschaft, 2004, ISBN 3-8323-1057-6.
- Der Kultfaktor – Vom Marketing zum Mythos: 42 Erfolgsstorys von Rolex bis Jägermeister. Redline Wirtschaft, 2004.
- Die Welt der geheimen Zeichen. W3L, Bochum, 2004, ISBN 3-937137-90-4.
- Cryptography and Public Key Infrastructure on The Internet. John Wiley, 2003.
- Die 55 größten Flops der Wirtschaftsgeschichte – Krimis, Krisen, Kuriositäten. Redline Wirtschaft, 2002, ISBN 3-8323-0864-4.
- Top-Manager in 7 Tagen – Ein Sprachkurs für Anfänger und Fortgeschrittene. Eichborn, 2002 (unter dem Pseudonym Volker Schmeh).
- Kryptografie und Public-Key-Infrastrukturen im Internet. 2., aktualisierte und erw. Auflage. dpunkt, Heidelberg 2001.
- Safer Net. Kryptografie im Internet und Intranet. dpunkt, Heidelberg 1998.